# Pentjak Silat
Pentjak Silat er den hollandske staveform for Pencak Silat, en indonesisk kampkunst, som blev bragt til Holland af indonesere og indoer loyale mod Holland efter kollapset af kolonistyret i Indonesien. En af de stilarter, der bed sig fast I Holland og efterfølgende Europa var Setia Hati - herunder Anoman-stilen, som blev indført af Paatje Phefferkorn og Terate, som blev indført af guru Turpijn. Setia Hati betyder sandt eller oprigtig hjerte. I Indonesien er Setia Hati kendt som en udpræget islamisk stilart, men det meget religiøse aspekt genfindes ikke i Europa, hvor udøvere ikke traditionelt har været muslimer. Anoman henviser til abestilen Hannoman fra den hinduiske mytologi Ramayana. Terate er en javanesisk blomst. Begge stilarter er kendetegnet ved en sidevendt udgangsposition pasang, fra hvilken man bevæger sig flydende i en cirkel rundt om modstanderen. Pentjak Silat systemet består af  "jurus", som er korte kampserier. Der er som udgangspunkt to stillinger – en med krydsede ben og en uden krydsede ben. Disse udføres i forskellige højder fra gulvniveau til oprejste stillinger.
Pentjak Silat betjener sig af en række traditionelle våben. Disse omfatter knive af varierende længde (pisau, golok, kelewang), stav (toya) og tjabang – en trefork man holder i en hånd, der ligner en sai.

## References
1. ↑   Draeger, Donn F. (1972). The Weapons and Fighting Arts of Indoneseia. ISBN 0-8048-1716-2. {{cite book}}: |access-date= kræver at |url= også er angivet (hjælp)